# Condado de Jackson (Colorado)
O Condado de Jackson é um dos 64 condados do Estado americano do Colorado. A sede do condado é Walden, e sua maior cidade é Walden. O condado possui uma área de 4 198 km² (dos quais 20 km² estão cobertos por água), uma população de 1 577 habitantes, e uma densidade populacional de 0,3 hab/km² (segundo o censo nacional de 2000). O condado foi fundado em 1909.